# JLT Condor
JLT Condor er et britisk UCI kontinental cykelhold, som blev etableret i 2004. Holdet har før været kendt under navnet Rapha Condor–recycling.co.uk, det var før sammenlægningen mellem recycling.co.uk Pro Cycling Team og RaphaCondor holdet i slutningen af 2007.

## Holdet i 2016
Oversigten er opdateret til og med 20. januar 2016.
|                     | Rytter              | Fødselsdag              |
| ------------------- | ------------------- | ----------------------- |
| George Atkins       | George Atkins       | 18. august 1991 (33 år) |
| Graham Briggs       | Graham Briggs       | 14. juli 1983 (41 år)   |
| Ed Clancy           | Ed Clancy           | 12. marts 1985 (40 år)  |
| Russell Downing     | Russell Downing     | 23. august 1978 (46 år) |
| Conor Dunne         | Conor Dunne         | 22. januar 1992 (33 år) |
| Alex Frame          | Alex Frame          | 18. juni 1993 (31 år)   |
| Luke Grivell-Mellor | Luke Grivell-Mellor | 9. februar 1993 (32 år) |
| Steven Lampier      | Steven Lampier      | 2. marts 1984 (41 år)   |

|                     | Rytter              | Fødselsdag               |
| ------------------- | ------------------- | ------------------------ |
| Edward Laverack     | Edward Laverack     | 27. juli 1994 (30 år)    |
| Christopher Lawless | Christopher Lawless | 4. november 1995 (29 år) |
| David Mccarthy      | David Mccarthy      | 15. marts 1995 (30 år)   |
| Tom Moses           | Tom Moses           | 3. maj 1992 (32 år)      |
| Jon Mould           | Jon Mould           | 4. april 1991 (33 år)    |
| Alistair Slater     | Alistair Slater     | 11. februar 1993 (32 år) |
| Stephen Williams    | Stephen Williams    | 9. juni 1996 (28 år)     |